# Mortoniella flinti
Mortoniella flinti är en nattsländeart som beskrevs av Sykora 1999. Mortoniella flinti ingår i släktet Mortoniella och familjen stenhusnattsländor. Inga underarter finns listade i Catalogue of Life.